# Adamante
O adamante (do latim adamantĭnus, do αδαμας, que significa "indomável") é um material mitológico e fictício extraído da natureza (ou forjado do amálgama de metais duros, gemas ou diamantes) que tem a qualidade de ser indestrutível depois de solidificado. Por extensão de sentido, o adjetivo adamantino é atribuído a objetos ou pessoas marcados pela firmeza, integridade ou incorruptibilidade. Adamantita e adamantium também são variantes comuns.
Eram feitos de adamante:
- o elmo de Héracles[1]
- o desenho do Medo no escudo de Héracles[2]
- as correntes que prendiam Prometeu[3]
- as correntes com que Hefesto prendeu Ares e Afrodite, nus na cama[4]
- sandálias feitas por Hefesto para Hera[5]
- a faca, presente de Hefesto, com que Perseu matou a Medusa[6]